# Fernando Belasteguín
Fernando Belasteguín (Pehuajó, Provincia de Buenos Aires, Argentina, 19 de mayo de 1979), conocido simplemente como Bela, es un exjugador profesional de pádel argentino.
A nivel profesional tiene varios récords en su palmarés, siendo el jugador que más veces ha sido número 1 del ranking mundial (16 años) y el jugador con más títulos World Padel Tour de la historia. Además, como jugador profesional ganó 230 títulos y jugó 286 finales. Por estas razones, es considerado por muchos como el mejor jugador de pádel de la historia.
Fue el N.º 1 del mundo más joven de la historia con 22 años de edad. Junto a Juan Martin Díaz, fueron la única pareja en la historia en pasar 1 año y 9 meses invictos, ganando 22 torneos consecutivos (septiembre de 2005 a mayo de 2007), además de ser la única pareja de la historia en estar 13 años como números 1 del mundo, de 2002 a 2014, y en ganar 170 torneos.[cita requerida] Bela es el único jugador en la historia del pádel argentino en conseguir 11 Olimpias de plata. En su palmarés destacan seis Campeonatos del mundo de pádel ganados en la edición de 2002, 2004, 2006, 2014, 2016 y 2022. También el jugador con mayor número de semanas en el puesto n.º 1 del ranking mundial WPT en la historia.

## Carrera

### Inicios
Sus inicios fueron en 1990 a raíz de que en las instalaciones del Club Atlético Gral. San Martín de la ciudad bonaerense de Pehuajó, donde Fernando jugaba al fútbol en las categorías inferiores, construyeron canchas de pádel y a la edad de 13 años es descubierto por el padre de Matías Díaz y su hermano Godo Díaz, jugadores de pádel profesional, con quienes comienza a entrenar y competir en la ciudad de Buenos Aires.

### Salto al pádel profesional
Debutó como jugador profesional en el año 1995 a la edad temprana de 15 años. Cinco años después, con tan solo 20 años, fue proclamado como el mejor jugador de Argentina. Su pareja desde 1994 a 1998 fue Matías Díaz. Luego de un efímero retiro del profesionalismo, en el cual volvió a vivir en Pehuajó, Belasteguín recibió una invitación de Roby Gattiker para jugar juntos una gira de torneos en España en 1999, por lo que retomó el pádel. Luego de una nueva gira por España junto a Alejandro Sanz, Belasteguín vuelve al circuito profesional argentino junto a Guillermo Demianiuk y se consolidan entre los mejores jugadores del circuito, sólo por debajo de la dupla formada por Gabriel Reca y Sebastián Nerone. Junto a Demianiuk comienzan a disputar los torneos profesionales de España en 1999, con quien logra ya empezar a destacar en el año 2000, año en que alcanzaron la final del Internacional de Madrid.
En 2001 juega toda la temporada junto al español Pablo Martínez Semprún, uno de los jugadores españoles más importantes del momento, con quien forma una de las 2 mejores parejas del circuito, disputando numerosas finales ante Juan Martín Díaz y Hernán Auguste. Juntos levantaron los títulos en Badajoz, Torre Bellver, Santander, San Sebastián, Sotogrande. Acaban la temporada como la pareja Nº 2 del circuito, sólo por debajo de Díaz y Auguste.

### Unión con Juan Martín Díaz
En 2002 pasa a formar pareja junto al nacionalizado español Juan Martín Díaz y juntos se mantienen como pareja N.º 1 durante 13 años consecutivos, ostentando el récord de imbatibilidad con 1 año y 9 meses sin perder un partido, ganando 22 torneos consecutivos entre septiembre de 2005 y junio de 2007. Ya en 2002 se posicionan como la mejor pareja del mundo, llegando a todas las finales; ganaron títulos en Bilbao, San Sebastián, Altea, Oropesa del Mar, El Puerto de Santa María, Santander, Madrid, Barcelona, Bilbao II y Sevilla, y solamente perdieron 2 finales. Juntos también se consagran campeones mundiales por pareja, derrotando a Gaby Reca y Seba Nerone en la final. Belasteguín suma también el Campeonato Mundial por Equipos con Argentina, jugando junto a su excompañero en menores Mati Díaz.
En 2003, Díaz y Belasteguín vuelven a dominar el circuito triunfando en Melilla, Valladolid, Bilbao, Oropesa del Mar, Marbella, Madrid y Sevilla. Sus grandes rivales en esta temporada fueron nuevamente Reca y Nerone.
En 2004 logran su tercer año consecutivo como Nº1 tras ganar en Bilbao, Melilla, Sevilla, Valladolid, Barcelona, Santander, Cádiz, Puerto Santa María, Madrid, Sevilla II y el Master de Madrid. Nuevamente fueron Reca y Nerone sus perseguidores, que poco pudieron hacer ante la contundencia la pareja argentina. En Buenos Aires, ambos vuelven a coronarse campeones del mundo por pareja, derrotando nuevamente a Reca y Nerone en la final. En el Campeonato por Equipos, Bela vuelve a levantar la copa con Argentina, jugando esta vez la final junto a Mariano Lasaigues, en la que ganan su punto sin complicaciones ante Juan Martín Díaz y Raúl Arias.
En 2005, triunfan en Barcelona, Valencia, Lisboa, Córdoba, Master de Madrid, Fuengirola, Oropesa del Mar, Palma de Mallorca, Badajoz y Bilbao. Tras perder en septiembre en las semifinales del Internacional de Madrid frente Cristian Gutiérrez y Hernán Auguste, inician una prácticamente insuperable racha de 1 año y 9 meses sin perder partidos, con 22 títulos en el transcurso.
En 2006 no pierden ningún solo partido y levantan 17 trofeos en la primera temporada del Padel Pro Tour, el primer esfuerzo por realizar un circuito de pádel profesional de nivel internacional. Sus inmediatos persiguidores, nuevamente Reca y Nerone, quedan muy lejos de ellos. Debido a conflictos de intereses, Bela no participa del mundial por parejas este año pero sí lo hace en el Mundial por Equipos donde Argentina se corona nuevamente campeón y Bela aporta su punto en la final junto a Mariano Lasaigues.
En 2007, Bela y Díaz triunfan en Córdoba, Barcelona, Madrid, Valencia, Vitoria, Madrid II, Oropesa del Mar, Salamanca, Fuengirola, Cádiz, Palma de Mallorca, Mérida, San Sebastián, Zaragoza, Bilbao, Las Palmas, Alicante y el Master de Madrid. Su racha invicta fue cortada en el cuarto torneo del año en Valladolid por Cristian Gutiérrez y Seba Nerone. Este año pierden solamente en otras 2 semifinales, ganando todo el resto de los torneos disputados.
En 2008, ganan en Ciudad Real, Granada, Santander, Barcelona, Majadahonda, Logroño, Vitoria, Comunidad de Madrid, Marbella, Fuengirola, Benicasim, Mallorca, Mérida, San Sebastián, Zaragoza y Bilbao. En el Master de Madrid caen sorpresivamente en la fase de grupos, aunque eso no impidió que se coronasen como Nº1 del mundo por séptimo año consecutivo. Este año, Belasteguín no participó de ninguno de los mundiales disputado en Calgary, Canadá.

### Unión con Pablo Lima
En 2015, pasa a jugar con un nuevo compañero, el brasileño Pablo Lima, tras 13 años como pareja de Juan Martín Díaz. Durante el año, Bela no perdió el número 1 en ningún momento, y tras dominar el circuito de principio a fin acabaron como la mejor pareja ranking. En 2016, tras otra excelente temporada junto a Pablo Lima, llegó a la cifra de 15 años consecutivos siendo N.º 1 en el ranking World Padel Tour, por lo que se le entregó una placa conmemorativa.[cita requerida]

#### 2017
En 2017, sin embargo, Bela y Pablo comenzaron perdiendo en la final dos primeros torneos de la temporada contra unos imparables Paquito Navarro y Sanyo Gutiérrez. Aunque se mostraron imbatibles en los dos torneos siguientes, en Barcelona y en La Coruña. En el quinto torneo de la temporada se vieron obligados a retirarse en la final, tras la lesión de Bela, dándoles el tercer torneo de la temporada a Paquito y Sanyo.
En su reaparición tras la lesión de Bela, en el Open de Gran Canaria, perdieron en cuartos de final. En el Alicante Open alcanzaron una nueva final tras derrotar el 26 de agosto de 2017 a la joven pareja formada por Juan Tello y Federico Chingotto por 3-6, 6-3 y 6-4. En la final tomaron venganza y vencieron a Paquito y Sanyo por 6-3, 3-6 y 6-3.
En el Open de Sevilla perdieron frente a Paquito y Sanyo por 6-4 y 6-2. Tras esta final, Bela y Lima les vencieron en el Master de Portugal por un 6-2, 1-6 y 6-1. Cayeron derrotados en la final del Andorra Open, también ante Paquito y Sanyo, y se volvieron a resarcir de esta derrota venciéndoles en la final del Granada Open por 7-6 y 6-1. En el siguiente torneo de la temporada, el Zaragoza Open, vencieron por un contundente 6-4 y 6-2 a la pareja número 3 del mundo, la formada por Mati Díaz y Maxi Sánchez.
En el torneo posterior, el Master de Buenos Aires, lograron su tercer torneo consecutivo, tras derrotar en una final más a Paquito y Sanyo. En esta ocasión Bela y Lima lo hicieron por un 6-1 y 7-6.
En el Bilbao Open, a pesar de perder en la final contra Mati Díaz y Maxi Sánchez, se aseguraron el número 1 un año más
En el Master Final volvieron a enfrentarse a Maxi Sánchez y a Matías Díaz, venciéndoles en esta ocasión por 6-3 y 6-2 tomándose la revancha, logrando así su primer Master Final y su octavo torneo de la temporada, coronando así su tercer año consecutivo como la pareja Nº1 del mundo.

#### 2018
El comienzo de 2018 fue complicado para Bela y Lima. A pesar de que lograron ganar el segundo torneo de la temporada, el Alicante Open, en los tres torneos posteriores cayeron derrotados en las primeras rondas, lo que hizo que Sanyo Gutiérrez, quien había realizado un comienzo de temporada impresionante junto a Maxi Sánchez al ganar 3 torneos de 5 disputados, amenazara el número 1 que había mantenido Belasteguín por 16 años de forma consecutiva.
Sin embargo, tras la conquista del Valencia Master por parte de Bela y Lima, las opciones de perder el 1 se esfumaron por el momento. Aunque poco después Bela acabó perdiendo el número 1, después de 16 años en él, tras perderse el Andorra Open por lesión. De esta forma, Pablo Lima se colocó en solitario como Nº1 del ranking, ya que él sí disputó el torneo, junto a Agustín Gómez Silingo.
Tras la disputa del Master de Portugal, Lima también perdió el número 1, en detrimento de uno de los ganadores del torneo, Maxi Sánchez.

A pesar de todo, y tras una larga recuperación de la lesión que le hizo a Bela reflexionar sobre la posibilidad de retirarse, finalmente pudo regresar para el último torneo de la temporada, el Madrid Master Final 2018, disputándolo con Pablo Lima. Ambos llegaron hasta la final, donde se citaron con Maxi Sánchez y Sanyo Gutiérrez, la ya confirmada pareja número 1 del mundo en 2018. En un gran partido de la dupla argentino-brasileña, consiguieron derrotarlos por 7-6 y 6-3. Belasteguín regresó así a la competición consiguiendo un nuevo título más en su dilatada carrera. En la entrevista postpartido, Bela reconoció que durante la lesión pensó en retirarse, pero que trabajó día y noche para volver a jugar y finalmente lo consiguió, incluso ganando el torneo. Para acabar, reveló un amuleto que llevaba en el paletero, un papel que le regaló su hija Sofía donde había escrita una frase, la cual le acompañará a Bela el resto de su carrera: "Un Belasteguín nunca se rinde", dejando así uno de los momentos más emotivos de la historia de pádel.
"Hace 15 días, no sabía si podía volver a jugar o terminaba en un quirófano con el riesgo de que fuera el final. El médico, que está acá, Juan Erquicia, me dijo que cuando vió la evolución de la lesión pensó que iba a ser el final. Hemos trabajado día, tarde y noche para que el tendón éste vuelva a, por lo menos, dejarme estar adentro de la cancha. Quiero compartirlo con todo el equipo y con mi família, pero en especial con mis tres hijos. Te puedo asegurar que los niños, que no tienen toda la intoxicación que tenemos los mayores, que somos los que les tenemos que educar, son los que nos enseñan a nosotros que son mucho más nobles.
Un día vino mi hija del colegio, que quizás me veía mal, y me trajo un papelito, hace un mes. Le dije que me lo iba a poner en el bolso y que seguro que, si vuelvo a jugar, me va a traer suerte. Es una frase que yo les digo a mis hijos siempre, que sea lo que sea nunca se tienen que rendir. Sofi, muchísimas gracias; Un Belasteguín nunca se rinde."

#### 2019
En 2019 continuó jugando junto a Pablo Lima. Sin embargo, a mitad de temporada, y debido a los malos resultados, decidieron separar sus caminos, tras más de 4 años juntos y habiendo sido la pareja Nº1 durante 3 años seguidos.

### Unión con Agustín Tapia
Finalmente se confirmaron los rumores, y Agustín Tapia se convirtió en su nueva pareja deportiva. Se trató de una de las parejas con más diferencia de edad entre los integrantes, 20 años. En su primera mitad de año lograron la victoria en el Madrid Master, derrotando a los Nº1 de aquel momento, Sanyo y Maxi, por doble 6-4, y una final, la del Barcelona Master Final, perdiendo por 7-6 y 6-3 ante Pablo Lima y Alejandro Galán. Bela y Tapia se habían unido en el Open de Mijas de agosto como la pareja 10 del ranking debido a los pocos puntos de Agustín, pero acabaron el año como pareja 4.
En 2020, Belasteguín compitió con Agustín Tapia todo el año, empezando como pareja 5. Durante la temporada regular, afectada por la pandemia COVID-19, pudieron ganar "únicamente" el Sardegna Open en septiembre. Llegaron al Master Final como pareja 3.
Justo antes de debutar en cuartos del Master Final en Menorca, Bela y Tapia anunciaron en un emotivo vídeo que no continuarían como pareja para la temporada siguiente, por lo que ese iba a ser su último torneo juntos. Felizmente para ambos, lograron vencer en la final a la pareja 1 de ese año, Juan Lebrón y Alejandro Galán, por 6-3 y 7-6 en un partido memorable que culminó con un tie-break de 24 puntos, para convertirse así en el "maestro" de más edad con 41 años, a la vez que Tapia se convirtió en el de menos edad con 21.

### Unión con Sanyo Gutiérrez
Pocos días después Bela anuncia su nuevo compañero para 2021, Sanyo Gutiérrez. Se formó así una pareja muy experimentada con el objetivo de plantar cara a los nuevos jóvenes talentos, en especial a los número 1 Lebrón y Galán. En abril de 2021 conquistan el primer torneo de la temporada, el Madrid Open, tras derrotar en 3 sets a Franco Stupaczuk y Alex Ruiz. Este gran inicio se vio eclipsado por perder en cuartos de final en los siguientes dos torneos, y en el posterior abandonaron en semifinales por lesión de Bela, aunque sólo se acabó perdiendo un torneo.
Volvieron en Valladolid donde cayeron en semifinales, pero fue en el siguiente torneo donde recuperarían su versión inicial. En el València Open ganaron en semis a Tello y Chingotto por doble 6-4 y se citaron en la final contra Lebrón y Galán. Era la primera vez en el año, en el séptimo torneo, que se enfrentaba la pareja 1 contra la 2 (en la final). Tras un gran partido de pádel, el título se lo llevaron los argentinos por 7-5, 3-6 y 6-4.
Sin embargo, no volvieron a encontrar su gran juego, y tras encontrar muchas dificultades para clasificarse a semifinales e incluso a cuartos (fueron eliminados en primera ronda en más de una ocasión), en septiembre Sanyo y Bela deciden separarse como pareja. En palabras de Belasteguín a Sanyo, "Me hubiera gustado darte lo que necesitas para sacar la mejor versión de la pareja, pero no pude hacerlo, y la continuación del proyecto ponía en riesgo algo que considero fundamental... el respeto".

### Unión con Arturo Coello
Unos días después, Bela anunció que su próximo compañero iba a ser el Arturo Coello, formando así una pareja muy parecida a la que hacía con Tapia, pero ahora con un compañero zurdo. Empezaron como pareja 6 y, a pesar de empezar perdiendo en dieciseisavos y llegar una sola vez a semifinales (en el Córdoba Open, donde perdieron los dos tie-breaks contra Paquito y Martín Di Nenno), su nivel de juego fue bueno, por lo que para la siguiente temporada continuaron juntos.
En 2022 comenzaron la temporada como pareja 7, pero el crecimiento de ambos fue imparable. Ganaron el primer torneo en Miami y, tras llegar a una final y dos semifinales antes de verano, lograron estar en semifinales en los seis torneos de septiembre y octubre, llegando a la final en tres ocasiones y ganando en dos de ellas; el Master de Madrid y el Open de Amsterdam de manera consecutiva. Acabaron el año a punto de conseguir el Master de Buenos Aires y se despidieron en el Master Final de Barcelona como pareja 3 del mundo y muy cerca de la 2, Sanyo y Tapia.
En el primer año de Premier Padel hicieron buenos resultados, incluso ganaron el P1 de Monterrey frente a Sanyo y Tapia por 6-3, 3-6 y 6-3.

### Vuelta con Sanyo
Precisamente con esta pareja se intercambiaron de cara a la temporada 2023; Coello formó pareja con Tapia, y Sanyo volvió con Belasteguín.

## Palmarés

### Premier Padel

#### Títulos
| N.º | Año                    | Torneo    | Categoría | Pareja        | Oponentes en la final         | Resultado       |
| --- | ---------------------- | --------- | --------- | ------------- | ----------------------------- | --------------- |
| 1.  | 4 de diciembre de 2022 | Monterrey | Major     | Arturo Coello | Agustín Tapia Sanyo Gutiérrez | 6-3 / 3-6 / 6-3 |

#### Finales
| N.º | Año                  | Torneo  | Categoría | Pareja          | Oponentes en la final            | Resultado       |
| 1   | 14 de agosto de 2022 | Mendoza | P1        | Arturo Coello   | Pablo Lima Franco Stupaczuk      | 2-6 / 6-4 / 6-7 |
| 2   | 5 de marzo de 2023   | Doha    | Major     | Sanyo Gutiérrez | Martín Di Nenno Franco Stupaczuk | 2-6 / 6-7(5)    |

### Padel Pro Tour - World Padel Tour (2006-2023)

#### Títulos
| N.º | Año                      | Torneo                     | Pareja           | Oponentes en la final                | Resultado           |
| --- | ------------------------ | -------------------------- | ---------------- | ------------------------------------ | ------------------- |
| 1   | 14 de mayo de 2006       | Córdoba                    | Juan Martín Díaz | Sebastián Nerone Gabriel Reca        | 6-2 / 6-1           |
| 2   | 4 de junio de 2006       | Majadahonda                | Juan Martín Díaz | Sebastián Nerone Gabriel Reca        | 6-0 / 6-0           |
| 3   | 10 de junio de 2006      | Valencia                   | Juan Martín Díaz | Sebastián Nerone Gabriel Reca        | 6-4 / 6-3           |
| 4   | 25 de junio de 2006      | Madrid                     | Juan Martín Díaz | Sebastián Nerone Marcello Jardim     | 6-1 / 6-4           |
| 5   | 2 de julio de 2006       | Alicante                   | Juan Martín Díaz | Sebastián Nerone Gabriel Reca        | 6-3 / 6-4           |
| 6   | 9 de julio de 2006       | Valladolid                 | Juan Martín Díaz | Sebastián Nerone Gabriel Reca        | 6-3 / 6-3           |
| 7   | 11 de agosto de 2006     | Marbella                   | Juan Martín Díaz | Raúl Arias Ramiro Nanni              | 6-3 / 6-4           |
| 8   | 15 de agosto de 2006     | Oropesa del Mar            | Juan Martín Díaz | Sebastián Nerone Gabriel Reca        | 7-6(9) / 6-4        |
| 9   | 15 de agosto de 2006     | Reserva del Higuerón       | Juan Martín Díaz | Sebastián Nerone Gabriel Reca        | 6-4 / 6-0           |
| 10  | 25 de agosto de 2006     | El Puerto de Santa María   | Juan Martín Díaz | Sebastián Nerone Gabriel Reca        | 6-3 / 6-2           |
| 11  | 3 de septiembre de 2006  | Palma de Mallorca          | Juan Martín Díaz | Sebastián Nerone Gabriel Reca        | 6-3 / 7-5           |
| 12  | 17 de septiembre de 2006 | Mérida                     | Juan Martín Díaz | Roby Gattiker Pablo Lima             | 6-2 / 6-0           |
| 13  | 24 de septiembre de 2006 | Madrid                     | Juan Martín Díaz | Sebastián Nerone Gabriel Reca        | 6-4 / 4-6 / 6-1     |
| 14  | 1 de octubre de 2006     | Zaragoza                   | Juan Martín Díaz | Sebastián Nerone Gabriel Reca        | 7-6(?) / 6-3        |
| 15  | 8 de octubre de 2006     | Guecho                     | Juan Martín Díaz | Mati Díaz Chema Montes               | 6-3 / 6-4           |
| 16  | 5 de noviembre de 2006   | Las Palmas                 | Juan Martín Díaz | Roby Gattiker Pablo Lima             | 6-1 / 6-2           |
| 17  | 3 de diciembre de 2006   | Masters PPT Madrid         | Juan Martín Díaz | Sebastián Nerone Gabriel Reca        | 6-3 / 6-2           |
| 18  | 5 de mayo de 2007        | Córdoba                    | Juan Martín Díaz | Sebastián Nerone Cristian Gutiérrez  | 6-1 / 6-3           |
| 19  | 20 de mayo de 2007       | Barcelona                  | Juan Martín Díaz | Sebastián Nerone Cristian Gutiérrez  | 6-3 / 7-5           |
| 20  | 2 de junio de 2007       | Madrid                     | Juan Martín Díaz | Miguel Lamperti Mariano Lasaigues    | 6-3 / 6-2           |
| 21  | 17 de junio de 2007      | Valencia                   | Juan Martín Díaz | Sebastián Nerone Cristian Gutiérrez  | 6-3 / 2-6 / 6-4     |
| 22  | 8 de julio de 2007       | Vitoria                    | Juan Martín Díaz | Sebastián Nerone Cristian Gutiérrez  | 7-6(?) / 6-4        |
| 23  | 28 de julio de 2007      | Madrid-2                   | Juan Martín Díaz | Sebastián Nerone Cristian Gutiérrez  | 6-4 / 7-6(?)        |
| 24  | 5 de agosto de 2007      | Oropesa del Mar            | Juan Martín Díaz | Sebastián Nerone Cristian Gutiérrez  | 6-2 / 5-2 ab.       |
| 25  | 11 de agosto de 2007     | Marbella                   | Juan Martín Díaz | Sebastián Nerone* Cristian Gutiérrez | *lesión             |
| 26  | 19 de agosto de 2007     | Reserva del Higuerón       | Juan Martín Díaz | Gabriel Reca Hernán Auguste          | 6-4 / 6-2           |
| 27  | 24 de agosto de 2007     | Puerto de Santa María      | Juan Martín Díaz | Gabriel Reca Hernán Auguste          | 7-5 / 6-4           |
| 28  | 2 de septiembre de 2007  | Palma de Mallorca          | Juan Martín Díaz | Gabriel Reca Hernán Auguste          | 6-3 / 5-7 / 6-3     |
| 29  | 16 de septiembre de 2007 | Mérida                     | Juan Martín Díaz | Miguel Lamperti Matías Díaz          | 6-1 / 6-2           |
| 30  | 23 de septiembre de 2007 | San Sebastián              | Juan Martín Díaz | Sebastián Nerone Cristian Gutiérrez  | 7-5 / 6-1           |
| 31  | 30 de septiembre de 2007 | Zaragoza                   | Juan Martín Díaz | Miguel Lamperti Matías Díaz          | 6-3 / 6-3           |
| 32  | 7 de octubre de 2007     | Bilbao                     | Juan Martín Díaz | Sebastián Nerone Cristian Gutiérrez  | 6-2 / 7-5           |
| 33  | 28 de octubre de 2007    | Las Palmas                 | Juan Martín Díaz | Sebastián Nerone Cristian Gutiérrez  | 6-3 / 6-1           |
| 34  | 1 de noviembre de 2007   | Alicante                   | Juan Martín Díaz | Gabriel Reca Hernán Auguste          | [ 70 ]              |
| 35  | 16 de diciembre de 2007  | Master Final PPT Madrid    | Juan Martín Díaz | Gabriel Reca Hernán Auguste          | 6-2 / 7-6(?)        |
| 36  | 13 de abril de 2008      | Ciudad Real                | Juan Martín Díaz | Sebastián Nerone Cristian Gutiérrez  | 6-4 / 6-4           |
| 37  | 27 de abril de 2008      | Granada                    | Juan Martín Díaz | Miguel Lamperti Matías Díaz          | 5-7 / 6-3 / 6-3     |
| 38  | 12 de mayo de 2008       | Santander                  | Juan Martín Díaz | Gabriel Reca Hernán Auguste          | 6-1 / 3-6 / 7-6(?)  |
| 39  | 19 de mayo de 2008       | Barcelona                  | Juan Martín Díaz | Guillermo Lahoz Gastón Malacalza     | 6-3 / 6-2           |
| 40  | 31 de mayo de 2008       | Majadahonda                | Juan Martín Díaz | Sebastián Nerone Cristian Gutiérrez  | 6-3 / 6-4           |
| 41  | 29 de junio de 2008      | La Rioja                   | Juan Martín Díaz | Guillermo Lahoz Gastón Malacalza     | 6-2 / 7-5           |
| 42  | 13 de julio de 2008      | Vitoria                    | Juan Martín Díaz | Sebastián Nerone Cristian Gutiérrez  | 6-3 / 6-4           |
| 43  | 19 de julio de 2008      | Madrid                     | Juan Martín Díaz | Sebastián Nerone Cristian Gutiérrez  | 6-2 / 6-7(?) / 6-1  |
| 44  | 10 de agosto de 2008     | Marbella                   | Juan Martín Díaz | Sebastián Nerone Cristian Gutiérrez  | 6-3 / 6-3           |
| 45  | 17 de agosto de 2008     | Reserva del Higuerón       | Juan Martín Díaz | Miguel Lamperti Matías Díaz          | 6-1 / 6-4           |
| 46  | 23 de agosto de 2008     | Benicasim                  | Juan Martín Díaz | Sebastián Nerone Cristian Gutiérrez  | 7-5 / 6-3           |
| 47  | 7 de septiembre de 2008  | Islas Baleares             | Juan Martín Díaz | Sebastián Nerone Cristian Gutiérrez  | 6-1 / 3-6 / 6-3     |
| 48  | 14 de septiembre de 2008 | Mérida                     | Juan Martín Díaz | Miguel Lamperti Matías Díaz          | 6-3 / 6-3           |
| 49  | 21 de septiembre de 2008 | San Sebastián              | Juan Martín Díaz | Sebastián Nerone Cristian Gutiérrez  | 6-4 / 6-3           |
| 50  | 28 de septiembre de 2008 | Zaragoza                   | Juan Martín Díaz | Sebastián Nerone Cristian Gutiérrez  | 6-1 / 6-3           |
| 51  | 5 de octubre de 2008     | Bilbao                     | Juan Martín Díaz | Sebastián Nerone Cristian Gutiérrez  | 6-7(?) / 6-4 / 6-4  |
| 52  | 14 de junio de 2009      | Barcelona                  | Juan Martín Díaz | Sebastián Nerone Cristian Gutiérrez  | 6-4 / 6-2           |
| 53  | 28 de junio de 2009      | Córdoba                    | Juan Martín Díaz | Miguel Lamperti Matías Díaz          | 7-6(4) / 7-5        |
| 54  | 5 de julio de 2009       | Valladolid                 | Juan Martín Díaz | Gabriel Reca Hernán Auguste          | 6-2 / 7-5           |
| 55  | 12 de julio de 2009      | Alicante                   | Juan Martín Díaz | Juani Mieres Pablo Lima              | 6-2 / 7-6(?)        |
| 56  | 2 de agosto de 2009      | Marbella                   | Juan Martín Díaz | Sebastián Nerone Cristian Gutiérrez  | 6-3 / 6-4           |
| 57  | 20 de septiembre de 2009 | San Sebastián              | Juan Martín Díaz | Juani Mieres Pablo Lima              | 6-2 / 6-2           |
| 58  | 27 de septiembre de 2009 | Zaragoza                   | Juan Martín Díaz | Sebastián Nerone Cristian Gutiérrez  | 6-1 / 6-3           |
| 59  | 4 de octubre de 2009     | Bilbao                     | Juan Martín Díaz | Sebastián Nerone Cristian Gutiérrez  | 4-6 / 6-4 / 6-2     |
| 60  | 18 de octubre de 2009    | Valencia                   | Juan Martín Díaz | Sebastián Nerone Cristian Gutiérrez  | 6-2 / 6-1           |
| 61  | 25 de octubre de 2009    | Ciudad Real                | Juan Martín Díaz | Sebastián Nerone Cristian Gutiérrez  | 7-6(5) / 7-5        |
| 62  | 13 de diciembre de 2009  | Masters PPT Madrid         | Juan Martín Díaz | Juani Mieres Pablo Lima              | 6-4 / 6-2           |
| 63  | 16 de mayo de 2010       | San Sebastián              | Juan Martín Díaz | Miguel Lamperti Matías Díaz          | 6-3 6-1             |
| 64  | 5 de junio de 2010       | Barcelona                  | Juan Martín Díaz | Gabriel Reca Hernán Auguste          | 6-2 6-3             |
| 65  | 11 de julio de 2010      | Alicante                   | Juan Martín Díaz | Miguel Lamperti Matías Díaz          | 6-3 ab              |
| 66  | 18 de julio de 2010      | Madrid                     | Juan Martín Díaz | Juani Mieres Pablo Lima              | 7-5 6-2             |
| 67  | 25 de julio de 2010      | Benicasim                  | Juan Martín Díaz | Juani Mieres Pablo Lima              | 6-3 7-5             |
| 68  | 1 de agosto de 2010      | Marbella                   | Juan Martín Díaz | Miguel Lamperti Matías Díaz          | 6-2 6-3             |
| 69  | 8 de agosto de 2010      | Fuengirola                 | Juan Martín Díaz | Juani Mieres Pablo Lima              | 6-3 6-4             |
| 70  | 26 de septiembre de 2010 | Navarra                    | Juan Martín Díaz | Juani Mieres Pablo Lima              | 6-4 6-7 6-1         |
| 71  | 3 de octubre de 2010     | Bilbao                     | Juan Martín Díaz | Juani Mieres Pablo Lima              | 6-3 6-4             |
| 72  | 24 de octubre de 2010    | Murcia                     | Juan Martín Díaz | Juani Mieres Pablo Lima              | 3-6 6-4 6-4         |
| 73  | 7 de noviembre de 2010   | Logroño                    | Juan Martín Díaz | Juani Mieres Pablo Lima              | 7-6 6-7 6-3         |
| 74  | 19 de diciembre de 2010  | Masters PPT Madrid         | Juan Martín Díaz | Juani Mieres Pablo Lima              | 6-3 6-4             |
| 75  | 29 de mayo de 2011       | Madrid                     | Juan Martín Díaz | Miguel Lamperti Cristian Gutiérrez   | 6-3 6-3             |
| 76  | 5 de junio de 2011       | Barcelona                  | Juan Martín Díaz | Juani Mieres Pablo Lima              | 6-4 6-3             |
| 77  | 3 de julio de 2011       | Valladolid                 | Juan Martín Díaz | Agustín Gómez Silingo Gabriel Reca   | 6-2 6-2             |
| 78  | 10 de julio de 2011      | Alicante                   | Juan Martín Díaz | Juani Mieres Pablo Lima              | 6-1 6-1             |
| 79  | 24 de julio de 2011      | Benicasim                  | Juan Martín Díaz | Miguel Lamperti Cristian Gutiérrez   | 6-4 6-4             |
| 80  | 31 de julio de 2011      | Marbella                   | Juan Martín Díaz | Juani Mieres Pablo Lima              | 4-6 7-6 6-3         |
| 81  | 14 de agosto de 2011     | Gijón                      | Juan Martín Díaz | Matías Díaz Hernán Auguste           | 6-1 6-4             |
| 82  | 25 de septiembre de 2011 | Sevilla                    | Juan Martín Díaz | Miguel Lamperti Cristian Gutiérrez   | 6-3 6-4             |
| 83  | 2 de octubre de 2011     | Madrid-2                   | Juan Martín Díaz | Juani Mieres Pablo Lima              | 6-4 7-6             |
| 84  | 9 de octubre de 2011     | Bilbao                     | Juan Martín Díaz | Juani Mieres Pablo Lima              | 6-4 6-4             |
| 85  | 6 de noviembre de 2011   | Logroño                    | Juan Martín Díaz | Juani Mieres Pablo Lima              | 7-6 6-4             |
| 86  | 13 de noviembre de 2011  | Vitoria                    | Juan Martín Díaz | Juani Mieres Pablo Lima              | 7-6 7-5             |
| 87  | 18 de diciembre de 2011  | Masters PPT Madrid         | Juan Martín Díaz | Juani Mieres Pablo Lima              | 6-3 6-3             |
| 88  | 26 de febrero de 2012    | Buenos Aires               | Juan Martín Díaz | Juani Mieres Pablo Lima              | 6-4 6-3             |
| 89  | 27 de mayo de 2012       | Madrid                     | Juan Martín Díaz | Cristian Gutiérrez Fernando Poggi    | 7-5 6-1             |
| 90  | 10 de junio de 2012      | Barcelona                  | Juan Martín Díaz | Juani Mieres Pablo Lima              | 6-2 6-3             |
| 91  | 17 de junio de 2012      | Córdoba                    | Juan Martín Díaz | Juani Mieres Pablo Lima              | 6-4 7-6             |
| 92  | 1 de julio de 2012       | Valladolid                 | Juan Martín Díaz | Paquito Navarro Adrián Allemandi     | 6-4 6-3             |
| 93  | 5 de agosto de 2012      | Fuengirola                 | Juan Martín Díaz | Juani Mieres Pablo Lima              | 7-5 7-6             |
| 94  | 2 de septiembre de 2012  | Palma de Mallorca          | Juan Martín Díaz | Juani Mieres Pablo Lima              | 6-3 6-4             |
| 95  | 9 de septiembre de 2012  | Ibiza                      | Juan Martín Díaz | Juani Mieres Pablo Lima              | 2-6 6-3 6-4         |
| 96  | 30 de septiembre de 2012 | Madrid-2                   | Juan Martín Díaz | Miguel Lamperti Maxi Grabiel         | 7-5 6-3             |
| 97  | 14 de abril de 2013      | Murcia                     | Juan Martín Díaz | Juani Mieres Pablo Lima              | 6-3 6-7 6-3         |
| 98  | 12 de mayo de 2013       | Sevilla                    | Juan Martín Díaz | Juani Mieres Pablo Lima              | 4-6 7-6 6-4 6-3     |
| 99  | 26 de mayo de 2013       | Cáceres                    | Juan Martín Díaz | Maxi Sánchez Sanyo Gutiérrez         | 6-3 6-2 6-2         |
| 100 | 9 de junio de 2013       | Barcelona                  | Juan Martín Díaz | Juani Mieres Pablo Lima              | 6-1 6-4 4-6 6-3     |
| 101 | 4 de agosto de 2013      | Málaga                     | Juan Martín Díaz | Juani Mieres Pablo Lima              | 6-4 6-4 6-4         |
| 102 | 18 de agosto de 2013     | Benicasim                  | Juan Martín Díaz | Juani Mieres Pablo Lima              | 7-5 6-1 4-6 6-4     |
| 103 | 1 de septiembre de 2013  | Alicante                   | Juan Martín Díaz | Matías Díaz Cristian Gutiérrez       | 6-2 6-4 6-4         |
| 104 | 15 de septiembre de 2013 | Bilbao                     | Juan Martín Díaz | Juani Mieres Pablo Lima              | 4-6 6-3 7-5 6-2     |
| 105 | 29 de septiembre de 2013 | Granada                    | Juan Martín Díaz | Juani Mieres Pablo Lima              | 7-6 6-4 6-3         |
| 106 | 13 de octubre de 2013    | Lisboa                     | Juan Martín Díaz | Juani Mieres Pablo Lima              | 6-3 2-6 6-3 6-4     |
| 107 | 25 de mayo de 2014       | Barcelona                  | Juan Martín Díaz | Juani Mieres Pablo Lima              | 6-3 4-6 6-2 6-3     |
| 108 | 15 de junio de 2014      | Badajoz                    | Juan Martín Díaz | Juani Mieres Pablo Lima              | 6-4 6-3 6-2         |
| 109 | 29 de junio de 2014      | Córdoba                    | Juan Martín Díaz | Juani Mieres Pablo Lima              | 6-2 6-7 6-3 6-3     |
| 110 | 3 de agosto de 2014      | Marbella                   | Juan Martín Díaz | Paquito Navarro Adrián Allemandi     | 6-1 6-7 6-3 6-4     |
| 111 | 7 de septiembre de 2014  | Alcobendas                 | Juan Martín Díaz | Cristian Gutiérrez Matías Díaz       | 6-4 4-6 5-7 6-3 6-4 |
| 112 | 21 de septiembre de 2014 | Sevilla                    | Juan Martín Díaz | Maxi Sánchez Sanyo Gutiérrez         | 6-3 6-3 6-1         |
| 113 | 5 de octubre de 2014     | Lisboa                     | Juan Martín Díaz | Maxi Sánchez Sanyo Gutiérrez         | 6-4 6-4 6-1         |
| 114 | 19 de octubre de 2014    | San Cristóbal de La Laguna | Juan Martín Díaz | Juani Mieres Pablo Lima              | 6-4 1-6 6-2         |
| 115 | 30 de noviembre de 2014  | Córdoba                    | Juan Martín Díaz | Maxi Sánchez Sanyo Gutiérrez         | 6-1 5-7 6-3         |
| 116 | 12 de abril de 2015      | Cádiz                      | Guillermo Lahoz  | Paquito Navarro Matías Díaz          | 6-4 6-3             |
| 117 | 26 de abril de 2015      | Santa Cruz de La Palma     | Guillermo Lahoz  | Paquito Navarro Matías Díaz          | 6-2 7-6             |
| 118 | 7 de junio de 2015       | Río Gallegos               | Pablo Lima       | Maxi Sánchez Sanyo Gutiérrez         | 5-7 6-2 6-2         |
| 119 | 21 de junio de 2015      | Valladolid                 | Pablo Lima       | Paquito Navarro Matías Díaz          | 7-6 6-7 7-6         |
| 120 | 19 de julio de 2015      | Palma de Mallorca          | Pablo Lima       | Maxi Sánchez Juan Martín Díaz        | 6-4 6-0             |
| 121 | 2 de agosto de 2015      | Málaga                     | Pablo Lima       | Maxi Sánchez Juan Martín Díaz        | 7-6 6-3             |
| 122 | 23 de agosto de 2015     | La Nucia                   | Pablo Lima       | Maxi Sánchez Juan Martín Díaz        | 7-6 7-6             |
| 123 | 13 de septiembre de 2015 | Mónaco                     | Pablo Lima       | Paquito Navarro Matías Díaz          | 6-3 6-1             |
| 124 | 4 de octubre de 2015     | Sevilla                    | Pablo Lima       | Sanyo Gutiérrez Juani Mieres         | 6-2 6-0             |
| 125 | 18 de octubre de 2015    | Villagarcía de Arosa       | Pablo Lima       | Maxi Sánchez Juan Martín Díaz        | 6-4 6-4             |
| 126 | 31 de octubre de 2015    | Dubái                      | Pablo Lima       | Sanyo Gutiérrez Juani Mieres         | 6-1 6-2             |
| 127 | 8 de noviembre de 2015   | San Sebastián              | Pablo Lima       | Sanyo Gutiérrez Juani Mieres         | 7-5 6-4             |
| 128 | 29 de noviembre de 2015  | Valencia                   | Pablo Lima       | Miguel Lamperti Adrián Allemandi     | 6-2 6-1             |
| 129 | 3 de abril de 2016       | Gijón                      | Pablo Lima       | Maxi Sánchez Matías Díaz             | 6-1 6-4             |
| 130 | 8 de mayo de 2016        | Barcelona                  | Pablo Lima       | Cristian Gutiérrez Juan Martín Díaz  | 6-2 6-3             |
| 131 | 29 de mayo de 2016       | Las Rozas de Madrid        | Pablo Lima       | Paquito Navarro Sanyo Gutiérrez      | 6-1 6-2             |
| 132 | 26 de junio de 2016      | Palma de Mallorca          | Pablo Lima       | Cristian Gutiérrez Juan Martín Díaz  | 7-6 ab              |
| 133 | 10 de julio de 2016      | Valladolid                 | Pablo Lima       | Paquito Navarro Sanyo Gutiérrez      | 7-6 7-5             |
| 134 | 31 de julio de 2016      | Las Palmas                 | Pablo Lima       | Paquito Navarro Sanyo Gutiérrez      | 6-0 6-4             |
| 135 | 11 de septiembre de 2016 | Mónaco                     | Pablo Lima       | Maxi Sánchez Matías Díaz             | 6-3 6-2             |
| 136 | 25 de septiembre de 2016 | Sevilla                    | Pablo Lima       | Paquito Navarro Sanyo Gutiérrez      | 6-4 6-2             |
| 137 | 16 de octubre de 2016    | La Coruña                  | Pablo Lima       | Paquito Navarro Sanyo Gutiérrez      | 6-7 6-4 6-3         |
| 138 | 30 de octubre de 2016    | Zaragoza                   | Pablo Lima       | Maxi Sánchez Matías Díaz             | 6-1 6-2             |
| 139 | 13 de noviembre de 2016  | Buenos Aires               | Pablo Lima       | Paquito Navarro Sanyo Gutiérrez      | 6-3 6-7 6-3         |
| 140 | 4 de diciembre de 2016   | San Sebastián              | Pablo Lima       | Paquito Navarro Sanyo Gutiérrez      | 6-2 6-4             |
| 141 | 14 de mayo de 2017       | La Coruña                  | Pablo Lima       | Paquito Navarro Sanyo Gutiérrez      | 7-5 6-3             |
| 142 | 4 de junio de 2017       | Barcelona                  | Pablo Lima       | Paquito Navarro Sanyo Gutiérrez      | 6-3 6-1             |
| 143 | 27 de agosto de 2017     | Alicante                   | Pablo Lima       | Paquito Navarro Sanyo Gutiérrez      | 6-3 3-6 6-3         |
| 144 | 24 de septiembre de 2017 | Lisboa                     | Pablo Lima       | Paquito Navarro Sanyo Gutiérrez      | 6-2 1-6 6-1         |
| 145 | 15 de octubre de 2017    | Granada                    | Pablo Lima       | Paquito Navarro Sanyo Gutiérrez      | 7-6 6-1             |
| 146 | 29 de octubre de 2017    | Zaragoza                   | Pablo Lima       | Maxi Sánchez Matías Díaz             | 6-4 6-2             |
| 147 | 12 de noviembre de 2017  | Buenos Aires               | Pablo Lima       | Paquito Navarro Sanyo Gutiérrez      | 6-1 7-6             |
| 148 | 17 de diciembre de 2017  | Masters WPT Madrid         | Pablo Lima       | Maxi Sánchez Matías Díaz             | 6-3 6-2             |
| 149 | 8 de abril de 2018       | Alicante                   | Pablo Lima       | Franco Stupaczuk Cristian Gutiérrez  | 7-6 3-0 ab          |
| 150 | 8 de julio de 2018       | Valencia                   | Pablo Lima       | Maxi Sánchez Sanyo Gutiérrez         | 6-0 6-2             |
| 151 | 29 de julio de 2018      | Bastad                     | Pablo Lima       | Paquito Navarro Juan Martín Díaz     | 6-2 3-6 6-3         |
| 152 | 16 de diciembre de 2018  | Madrid Master Final        | Pablo Lima       | Maxi Sánchez Sanyo Gutiérrez         | 7-6(?) / 6-3        |
| 153 | 8 de septiembre de 2019  | Madrid                     | Agustín Tapia    | Maxi Sánchez Sanyo Gutiérrez         | 6-4 / 6-4           |
| 154 | 13 de septiembre de 2020 | Cagliari                   | Agustín Tapia    | Javier Ruiz Uri Botello              | 6-1 / 6-4           |
| 155 | 13 de diciembre de 2020  | Menorca Master Final       | Agustín Tapia    | Alejandro Galán Juan Lebrón          | 6-3 / 7-6(11)       |
| 156 | 11 de abril de 2021      | Madrid                     | Sanyo Gutiérrez  | Franco Stupaczuk Álex Ruiz           | 6-7(2) / 6-4 / 6-3  |
| 157 | 16 de mayo de 2021       | Vigo                       | Sanyo Gutiérrez  | Paquito Navarro Martín Di Nenno      | 4-6 / 6-4 / 6-2     |
| 158 | 11 de julio de 2021      | Valencia                   | Sanyo Gutiérrez  | Alejandro Galán Juan Lebrón          | 7-5 / 3-6 / 6-4     |
| 159 | 27 de febrero de 2022    | Miami                      | Arturo Coello    | Javi Garrido Lucas Campagnolo        | 6-3 / 7-6(3)        |
| 160 | 25 de septiembre de 2022 | Madrid                     | Arturo Coello    | Momo González Álex Ruiz              | 6-4 / 6-2           |
| 161 | 2 de octubre de 2022     | Ámsterdam                  | Arturo Coello    | Franco Stupaczuk Pablo Lima          | 6-2 / 7-5           |

#### Finales
| N.º | Año                      | Torneo                   | Pareja           | Oponentes en la final                     | Resultado           |
| --- | ------------------------ | ------------------------ | ---------------- | ----------------------------------------- | ------------------- |
| 1   | 15 de junio de 2008      | Valencia                 | Juan Martín Díaz | Gabriel Reca Hernán Auguste               | 5-7 6-1 5-7         |
| 2   | 6 de julio de 2008       | Valladolid               | Juan Martín Díaz | Maximiliano Grabiel Agustín Gómez Silingo | 6-3 4-6 4-6         |
| 3   | 9 de agosto de 2009      | Fuengirola               | Juan Martín Díaz | Cristian Gutiérrez Seba Nerone            | 5-7 6-4 4-6         |
| 4   | 29 de noviembre de 2009  | Salamanca                | Juan Martín Díaz | Pablo Lima Juani Mieres                   | 4-6 5-7             |
| 5   | 19 de septiembre de 2010 | Sevilla                  | Juan Martín Díaz | Pablo Lima Juani Mieres                   | 2-6 3-6             |
| 6   | 3 de abril de 2011       | Mendoza                  | Juan Martín Díaz | Pablo Lima Juani Mieres                   | 2-6 6-7             |
| 7   | 19 de febrero de 2012    | Mendoza                  | Juan Martín Díaz | Maximiliano Grabiel Miguel Lamperti       | 6-7 6-2 3-6         |
| 8   | 19 de agosto de 2012     | Gijón                    | Juan Martín Díaz | Sanyo Gutiérrez Seba Nerone               | 6-4 6-7 3-6         |
| 9   | 23 de junio de 2013      | Madrid                   | Juan Martín Díaz | Pablo Lima Juani Mieres                   | 7-6 0-6 6-7 4-6     |
| 10  | 22 de diciembre de 2013  | Madrid Master Final      | Juan Martín Díaz | Sanyo Gutiérrez Maxi Sánchez              | 7-6 1-6 6-7 ab      |
| 11  | 13 de julio de 2014      | Castellón                | Juan Martín Díaz | Pablo Lima Juani Mieres                   | 6-2 3-6 3-6 3-6     |
| 12  | 24 de agosto de 2014     | Alicante                 | Juan Martín Díaz | Pablo Lima Juani Mieres                   | 6-2 5-7 6-7 6-4 5-7 |
| 13  | 9 de noviembre de 2014   | Valencia                 | Juan Martín Díaz | Pablo Lima Juani Mieres                   | 2-6 6-3 3-6 5-7     |
| 14  | 21 de diciembre de 2014  | Madrid Master Final      | Juan Martín Díaz | Sanyo Gutiérrez Maxi Sánchez              | 6-7 7-5 5-7         |
| 15  | 28 de agosto de 2016     | La Nucia                 | Pablo Lima       | Sanyo Gutiérrez Paquito Navarro           | walkover            |
| 16  | 2 de abril de 2017       | Santander                | Pablo Lima       | Sanyo Gutiérrez Paquito Navarro           | 6-4 4-6 6-7         |
| 17  | 30 de abril de 2017      | Miami                    | Pablo Lima       | Sanyo Gutiérrez Paquito Navarro           | 6-7 3-6             |
| 18  | 25 de junio de 2017      | Valladolid               | Pablo Lima       | Sanyo Gutiérrez Paquito Navarro           | walkover            |
| 19  | 10 de septiembre de 2017 | Sevilla                  | Pablo Lima       | Sanyo Gutiérrez Paquito Navarro           | 4-6 2-6             |
| 20  | 1 de octubre de 2017     | Andorra La Vieja         | Pablo Lima       | Sanyo Gutiérrez Paquito Navarro           | 6-3 4-6 4-6         |
| 21  | 26 de noviembre de 2017  | Bilbao                   | Pablo Lima       | Matías Díaz Maxi Sánchez                  | 6-7 6-4 1-6         |
| 22  | 28 de abril de 2019      | Alicante                 | Pablo Lima       | Juan Lebrón Paquito Navarro               | 6-3 6-7 2-6         |
| 23  | 9 de junio de 2019       | Buenos Aires             | Pablo Lima       | Juani Mieres Alejandro Galán              | 5-5 ab              |
| 24  | 22 de diciembre de 2019  | Barcelona Masters Final  | Agustín Tapia    | Pablo Lima Alejandro Galán                | 6-7 / 3-6           |
| 25  | 19 de julio de 2020      | Madrid II                | Agustín Tapia    | Juan Lebrón Alejandro Galán               | 6-4 / 1-6 / 4-6     |
| 26  | 27 de septiembre de 2020 | Mahón                    | Agustín Tapia    | Carlos Daniel Gutiérrez Franco Stupaczuk  | 3-6 / 5-7           |
| 27  | 11 de julio de 2021      | Las Rozas de Madrid Open | Sanyo Gutiérrez  | Pablo Lima Agustín Tapia                  | 1-6 4-6             |
| 28  | 26 de junio de 2022      | Valladolid               | Arturo Coello    | Juan Lebrón Alejandro Galán               | 4-6 6-7             |
| 29  | 9 de octubre de 2022     | Santander                | Arturo Coello    | Martín Di Nenno Paquito Navarro           | 2-6 0-6             |
| 30  | 20 de noviembre de 2022  | Buenos Aires             | Arturo Coello    | Juan Lebrón Alejandro Galán               | 6-7 2-6             |

### Mundial
- Campeonato Mundial de Pádel de 2002
- Campeonato Mundial de Pádel de 2004
- Campeonato Mundial de Pádel de 2006
- Campeonato Mundial de Pádel de 2014
- Campeonato Mundial de Pádel de 2016
- Campeonato Mundial de Pádel de 2022

## Lanzamiento de su biografía
En 2015, y coincidiendo con el día de Sant Jordi, Fernando Belasteguín lanzó a la venta su biografía, titulada Esta es mi historia, cuyo prólogo está escrito por el jugador del Fútbol Club Barcelona Andrés Iniesta, el libro está escrito por Valen Bailon; en este libro tiene una función solidaria, puesto que su recaudación se destinara a varias causas benéficas:
- Fundación infantil Ronald McDonald’s Barcelona.
- Panadería “El futuro de Pehuajó”
- Escuela especial de Pádel “Fernando Belasteguín”

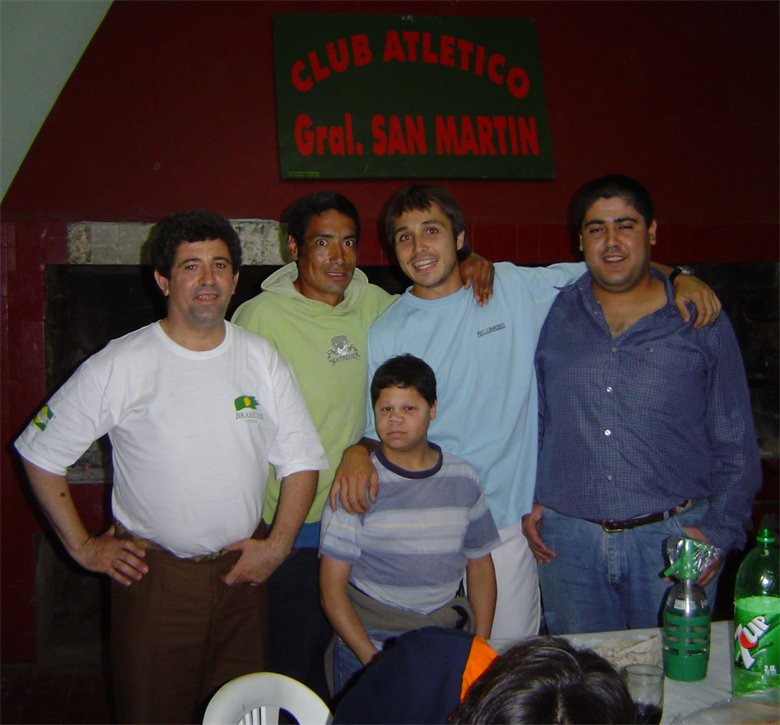
Club Gral. San Martín, Pehuajó.

- Acción social

## Escuela de pádel de Belasteguín
La Escuela Especial de Pádel está ubicada en la ciudad de Bolívar, Buenos Aires, Argentina y el objetivo es demostrar la integración y desarrollo que consiguen los chicos a través del deporte.
La biografía de Fernando Belasteguín tiene una acción solidara, puesto que sus fondos se destinan a tres causas benéficas:
- Fundación infantil Ronald McDonald’s Barcelona.
- Panadería “El futuro de Pehuajó”
- Escuela especial de Pádel “Fernando Belasteguín”

## Parejas
Fernando Belasteguín ha jugado con 6 compañeros diferentes y ha ganado títulos con todos ellos; Juan Martín Díaz, Pablo Lima, Guillermo Lahoz, Agustín Tapia, Sanyo Gutiérrez y Arturo Coello.
- Juan Martín Díaz (2001-2014)
- Pablo Lima (2015-2019)
- Guillermo Lahoz (2015), por lesión de Pablo Lima
- Agustín Tapia (agosto de 2019 - diciembre de 2020)
- Sanyo Gutiérrez (abril de 2021 - septiembre de 2021)
- Arturo Coello (octubre de 2021- diciembre de 2022)
- Sanyo Gutiérrez (enero de 2023 - abril de 2023)
- Mike Yanguas (abril de 2023 - diciembre de 2023)
- Luciano Capra (febrero de 2024 - abril de 2024)
- Juan Tello (abril de 2024 - septiembre de 2024)
- Valentino Libaak (septiembre de 2024 - diciembre de 2024)

## Fuente
- Belasteguin, Fernando. «Sitio Web Oficial». Archivado desde el original el 14 de julio de 2011. Consultado el 23 de junio de 2011.